# Homaranizam
Homaranizam (esperanto: Homaranismo) je filozofija koju je razvio Lazar Ludvig Zamenhof, koji je postavio temelje esperantskom jeziku. Temelji se uglavnom na učenju Hilela Starijeg, a Zamenhof ga je izvorno nazvao hilelizam.
Nastojao je reformirati židovstvo jer se nadao da bez strogih zahtjeva za odijevanje i čistoću, ono više neće biti žrtva antisemitske propagande. Temelj homaranizma je rečenica poznata kao zlatno pravilo: “Sve što želite da ljudi čine vama, činite i vi njima” .
Sam Zamenhof napisao je u predgovoru svojoj knjizi „Homaranismo”:
"Pod nazivom "homaranismo" [...] mislim na "težnju za čovječanstvom", za uklanjanjem međunacionalne mržnje i nepravde, te za takvim načinom života koji bi postupno mogao ne teoretski nego praktično dovesti do duhovnog ujedinjenja čovječanstva."
Na temelju te ideje došao je do zaključka da bi ova filozofija mogla biti most između religija, a ne samo podskupina židovstva. Zamenhof je potom svoju filozofiju preimenovao u homaranizam.
Iako su mnoge različite motivacije privukle rane esperantiste tom pokretu, za Zamenhofa je esperanto uvijek bio sredstvo kojim se olakšavaju bolji odnosi među ljudima, osobito izvan granica rase, jezika i kulture. 
Unatoč svom projektu jezika esperanto, Zamenhof je za homaranizam rekao: "To je doista cilj cijelog mog života. Dao bih sve zbog toga."
Zamenhof je razvio svoje ideje o homaranizmu u dva djela: „Hilelismo” (1901.) i „Homaranismo” (1913.)